# Worrarit Mungkhun
Worrarit Mungkhun (thailändisch วรฤทธิ์ มุงคุณ; * 9. Dezember 2004 in Khon Kaen) ist ein thailändischer Fußballspieler.

## Karriere
Worrarit Mungkhun erlernte das Fußballspielen in der Jugend des Erstligisten Buriram United. Ende Dezember 2021 wechselte der Jugendspieler zum Drittligisten See Khwae City FC. Mit dem Verein aus Nakhon Sawan spielte er dreimal in der Northern Region der Liga. Nach der Ausleihe kehrte er nach Buriram Zurück. Im Sommer 2022 wechselte er nach Khon Kaen zu dem in der North/Eastern Region spielenden Khon Kaen Mordindang FC. Für den Verein bestritt er 15 Drittligaspiele. Im Juli 2023 nahm ihn der Erstligist Khon Kaen United FC unter Vertrag. Sein Erstligadebüt für den Verein aus Khon Kaen gab Mungkhun am 27. August 2023 (3. Spieltag) im Heimspiel gegen den Ratchaburi FC. Bei dem 2:2-Unentschieden wurde er in der 84. Minute für Alongkorn Jornnathong eingewechselt. In seiner ersten Profisaison bestritt er 14 Erstligaspiele. Am Ende der Saison 2024/25 wurde er mit Khon Kaen Tabellenletzter und musste somit in die zweite Liga absteigen.